# Стефан Савич
Сте́фан Са́вич (серб. Stefan Savić/Стефан Савић; нар. 8 січня 1991, Мойковац) — чорногорський футболіст, захисник турецького клубу «Трабзонспор» та збірної Чорногорії.
Чемпіон Сербії. Чемпіон Англії.

## Клубна кар'єра
Народився 8 січня 1991 року в місті Мойковац. Вихованець юнацьких команд футбольних клубів «Брсово» та «Борча».
У дорослому футболі дебютував 2008 року виступами за команду клубу «Борча», в якій провів два сезони, взявши участь у 27 матчах чемпіонату.
Своєю грою за цю команду привернув увагу представників тренерського штабу клубу «Партизан», до складу якого приєднався 2010 року. Відіграв за белградську команду наступні один сезон своєї ігрової кар'єри.
До складу клубу «Манчестер Сіті» приєднався 2011 року. Відіграв за команду з Манчестера 11 матчів в національному чемпіонаті наступного сезону.
Влітку 2012 перебрався до Італії, уклавши контракт з «Фіорентиною». Влітку 2015 року італійці обміняли Савича на півзахисника Маріо Суареса Мату, який до того грав за мадридський «Атлетіко». Чорногорець уклав з мадридським клубом п'ятирічний контракт.
В липні 2024 року залишив «Атлетіко», провівши за команду 297 поєдинків упродовж 9 сезонів.

## Виступи за збірні
У 2007 році дебютував у складі юнацької збірної Чорногорії, взяв участь у 10 іграх на юнацькому рівні.
Протягом 2009 року залучався до складу молодіжної збірної Чорногорії. На молодіжному рівні зіграв у 7 офіційних матчах.
У 2010 році дебютував в офіційних матчах у складі національної збірної Чорногорії. Наразі провів у формі головної команди країни 29 матчів, забивши 2 голи.

## Статистика виступів

### Статистика клубних виступів
| Сезон             | Команда           | Чемпіонат         | Чемпіонат | Чемпіонат | Національний кубок | Національний кубок | Національний кубок | Континентальні кубки | Континентальні кубки | Континентальні кубки | Інші змагання | Інші змагання | Інші змагання | Усього | Усього |
| Сезон             | Команда           | Ліга              | Ігор      | Голів     | Ліга               | Ігор               | Голів              | Ліга                 | Ігор                 | Голів                | Ліга          | Ігор          | Голів         | Ігор   | Голів  |
| ----------------- | ----------------- | ----------------- | --------- | --------- | ------------------ | ------------------ | ------------------ | -------------------- | -------------------- | -------------------- | ------------- | ------------- | ------------- | ------ | ------ |
| 2008–09           | «Борча»           | ПЛ                | 3         | 0         | КС                 | 0                  | 0                  | -                    | -                    | -                    | -             | -             | -             | 3      | 0      |
| 2009–10           | «Борча»           | СЛ                | 21        | 1         | КС                 | 1                  | 1                  | -                    | -                    | -                    | -             | -             | -             | 22     | 2      |
| серп. 2010        | «Борча»           | СЛ                | 3         | 0         | КС                 | 0                  | 0                  | -                    | -                    | -                    | -             | -             | -             | 3      | 0      |
| Усього «Борча»    | Усього «Борча»    | Усього «Борча»    | 27        | 1         |                    | 1                  | 1                  |                      | -                    | -                    |               | -             | -             | 28     | 2      |
| 2010–11           | «Партизан»        | СЛ                | 20        | 1         | КС                 | 4                  | 0                  | ЛЧ                   | 4                    | 0                    | -             | -             | -             | 28     | 1      |
| 2011–12           | «Манчестер Сіті»  | ПЛ                | 11        | 1         | КА+КЛ              | 1+5                | 0+0                | ЛЧ+ЛЄ                | 2+1                  | 0+0                  | СА            | 0             | 0             | 20     | 1      |
| 2012–13           | «Фіорентина»      | A                 | 26        | 2         | КІ                 | 1                  | 0                  | -                    | -                    | -                    | -             | -             | -             | 27     | 2      |
| Усього за кар'єру | Усього за кар'єру | Усього за кар'єру | 84        | 5         |                    | 12                 | 1                  |                      | 7                    | 0                    |               | -             | -             | 103    | 6      |

## Титули і досягнення
- Чемпіон Сербії (1):

«Партизан»: 2010-11
- Володар Кубка Сербії (1):

«Партизан»: 2010-11
- Чемпіон Англії (1):

«Манчестер Сіті»: 2011-12
- Володар Суперкубка Англії (1):

«Манчестер Сіті»: 2012
- Володар Суперкубка УЄФА (1):

«Атлетіко»: 2018
- Переможець Ліги Європи (1):

«Атлетіко»: 2017-18
- Чемпіон Іспанії (1):

«Атлетіко»: 2020-21